# Đội tuyển bóng đá quốc gia Slovakia
Đội tuyển bóng đá quốc gia Slovakia (tiếng Slovak: Slovenské národné futbalové mužstvo) là đội tuyển của Hiệp hội bóng đá Slovakia và đại diện cho Slovakia trên bình diện quốc tế.
Trước năm 1993, đội là 1 phần của tuyển Tiệp Khắc. Thành tích cao nhất của đội từ khi Slovakia độc lập cho đến nay là giành quyền tham dự vòng chung kết World Cup 1 lần ở giải năm 2010 và lọt vào vòng 16 đội ở 2 trong 3 lần dự Euro từ năm 2016 đến nay (vào các năm 2016 và 2024).

## Giải đấu

### Giải vô địch bóng đá thế giới
| Năm                    | Thành tích               | Thứ hạng*                | Số trận                  | Thắng                    | Hòa**                    | Thua                     | Bàn thắng                | Bàn thua                 |
| Dưới tư cách Tiệp Khắc | Dưới tư cách Tiệp Khắc   | Dưới tư cách Tiệp Khắc   | Dưới tư cách Tiệp Khắc   | Dưới tư cách Tiệp Khắc   | Dưới tư cách Tiệp Khắc   | Dưới tư cách Tiệp Khắc   | Dưới tư cách Tiệp Khắc   | Dưới tư cách Tiệp Khắc   |
| ---------------------- | ------------------------ | ------------------------ | ------------------------ | ------------------------ | ------------------------ | ------------------------ | ------------------------ | ------------------------ |
| 1930                   | Không tham dự            | Không tham dự            | Không tham dự            | Không tham dự            | Không tham dự            | Không tham dự            | Không tham dự            | Không tham dự            |
| 1934                   | Á quân                   | 2                        | 4                        | 3                        | 0                        | 1                        | 9                        | 6                        |
| 1938                   | Tứ kết                   | 5                        | 3                        | 1                        | 1                        | 1                        | 5                        | 3                        |
| 1950                   | Không tham dự            | Không tham dự            | Không tham dự            | Không tham dự            | Không tham dự            | Không tham dự            | Không tham dự            | Không tham dự            |
| 1954                   | Vòng 1                   | 14                       | 2                        | 0                        | 0                        | 2                        | 0                        | 7                        |
| 1958                   | Vòng 1                   | 9                        | 4                        | 1                        | 1                        | 2                        | 9                        | 6                        |
| 1962                   | Á quân                   | 2                        | 6                        | 3                        | 1                        | 2                        | 7                        | 7                        |
| 1966                   | Không vượt qua vòng loại | Không vượt qua vòng loại | Không vượt qua vòng loại | Không vượt qua vòng loại | Không vượt qua vòng loại | Không vượt qua vòng loại | Không vượt qua vòng loại | Không vượt qua vòng loại |
| 1970                   | Vòng 1                   | 15                       | 3                        | 0                        | 0                        | 3                        | 2                        | 7                        |
| 1974 đến 1978          | Không vượt qua vòng loại | Không vượt qua vòng loại | Không vượt qua vòng loại | Không vượt qua vòng loại | Không vượt qua vòng loại | Không vượt qua vòng loại | Không vượt qua vòng loại | Không vượt qua vòng loại |
| 1982                   | Vòng 1                   | 19                       | 3                        | 0                        | 2                        | 1                        | 2                        | 4                        |
| 1986                   | Không vượt qua vòng loại | Không vượt qua vòng loại | Không vượt qua vòng loại | Không vượt qua vòng loại | Không vượt qua vòng loại | Không vượt qua vòng loại | Không vượt qua vòng loại | Không vượt qua vòng loại |
| 1990                   | Tứ kết                   | 6                        | 5                        | 3                        | 0                        | 2                        | 10                       | 5                        |
| 1994                   | Không vượt qua vòng loại | Không vượt qua vòng loại | Không vượt qua vòng loại | Không vượt qua vòng loại | Không vượt qua vòng loại | Không vượt qua vòng loại | Không vượt qua vòng loại | Không vượt qua vòng loại |
| Dưới tư cách Slovakia  |                          |                          |                          |                          |                          |                          |                          |                          |
| 1998                   | Không vượt qua vòng loại | Không vượt qua vòng loại | Không vượt qua vòng loại | Không vượt qua vòng loại | Không vượt qua vòng loại | Không vượt qua vòng loại | Không vượt qua vòng loại | Không vượt qua vòng loại |
| 2002                   | Không vượt qua vòng loại | Không vượt qua vòng loại | Không vượt qua vòng loại | Không vượt qua vòng loại | Không vượt qua vòng loại | Không vượt qua vòng loại | Không vượt qua vòng loại | Không vượt qua vòng loại |
| 2006                   | Không vượt qua vòng loại | Không vượt qua vòng loại | Không vượt qua vòng loại | Không vượt qua vòng loại | Không vượt qua vòng loại | Không vượt qua vòng loại | Không vượt qua vòng loại | Không vượt qua vòng loại |
| 2010                   | Vòng 2                   | 16                       | 4                        | 1                        | 1                        | 2                        | 5                        | 7                        |
| 2014                   | Không vượt qua vòng loại | Không vượt qua vòng loại | Không vượt qua vòng loại | Không vượt qua vòng loại | Không vượt qua vòng loại | Không vượt qua vòng loại | Không vượt qua vòng loại | Không vượt qua vòng loại |
| 2018                   | Không vượt qua vòng loại | Không vượt qua vòng loại | Không vượt qua vòng loại | Không vượt qua vòng loại | Không vượt qua vòng loại | Không vượt qua vòng loại | Không vượt qua vòng loại | Không vượt qua vòng loại |
| 2022                   | Không vượt qua vòng loại | Không vượt qua vòng loại | Không vượt qua vòng loại | Không vượt qua vòng loại | Không vượt qua vòng loại | Không vượt qua vòng loại | Không vượt qua vòng loại | Không vượt qua vòng loại |
| 2026                   | Chưa xác định            | Chưa xác định            | Chưa xác định            | Chưa xác định            | Chưa xác định            | Chưa xác định            | Chưa xác định            | Chưa xác định            |
| 2030                   | Chưa xác định            | Chưa xác định            | Chưa xác định            | Chưa xác định            | Chưa xác định            | Chưa xác định            | Chưa xác định            | Chưa xác định            |
| 2034                   | Chưa xác định            | Chưa xác định            | Chưa xác định            | Chưa xác định            | Chưa xác định            | Chưa xác định            | Chưa xác định            | Chưa xác định            |
| Tổng cộng              | Á quân 2 lần             | 9/22                     | 34                       | 12                       | 6                        | 16                       | 49                       | 52                       |

### Giải vô địch châu Âu
Khi tham dự giải với tư cách là Tiệp Khắc, đội có một lần giành chức vô địch vào năm 1976, bên cạnh 2 lần giành vị trí thứ ba. Sau khi Tiệp Khắc tan rã, Slovakia phải đợi đến năm 2016 mới vượt qua vòng loại để góp mặt ở vòng chung kết. Kể từ đó đến nay, đội có 3 lần liên tiếp tham dự giải, trong đó 2 lần vượt qua vòng bảng nhưng đều dừng bước ở vòng 16 đội.
| Năm                    | Thành tích               | Số trận                  | Thắng                    | Hòa                      | Thua                     | Bàn thắng                | Bàn thua                 |
| Dưới tư cách Tiệp Khắc | Dưới tư cách Tiệp Khắc   | Dưới tư cách Tiệp Khắc   | Dưới tư cách Tiệp Khắc   | Dưới tư cách Tiệp Khắc   | Dưới tư cách Tiệp Khắc   | Dưới tư cách Tiệp Khắc   | Dưới tư cách Tiệp Khắc   |
| ---------------------- | ------------------------ | ------------------------ | ------------------------ | ------------------------ | ------------------------ | ------------------------ | ------------------------ |
| 1960                   | Hạng ba                  | 2                        | 1                        | 0                        | 1                        | 2                        | 3                        |
| 1964 đến 1972          | Không vượt qua vòng loại | Không vượt qua vòng loại | Không vượt qua vòng loại | Không vượt qua vòng loại | Không vượt qua vòng loại | Không vượt qua vòng loại | Không vượt qua vòng loại |
| 1976                   | Vô địch                  | 2                        | 1                        | 1                        | 0                        | 5                        | 3                        |
| 1980                   | Hạng ba                  | 4                        | 1                        | 2                        | 1                        | 5                        | 4                        |
| 1984 đến 1992          | Không vượt qua vòng loại | Không vượt qua vòng loại | Không vượt qua vòng loại | Không vượt qua vòng loại | Không vượt qua vòng loại | Không vượt qua vòng loại | Không vượt qua vòng loại |
| Dưới tư cách Slovakia  |                          |                          |                          |                          |                          |                          |                          |
| 1996 đến 2012          | Không vượt qua vòng loại | Không vượt qua vòng loại | Không vượt qua vòng loại | Không vượt qua vòng loại | Không vượt qua vòng loại | Không vượt qua vòng loại | Không vượt qua vòng loại |
| 2016                   | Vòng 2                   | 4                        | 1                        | 1                        | 2                        | 3                        | 6                        |
| 2020                   | Vòng 1                   | 3                        | 1                        | 0                        | 2                        | 2                        | 7                        |
| 2024                   | Vòng 2                   | 4                        | 1                        | 1                        | 2                        | 4                        | 5                        |
| 2028                   | Chưa xác định            | Chưa xác định            | Chưa xác định            | Chưa xác định            | Chưa xác định            | Chưa xác định            | Chưa xác định            |
| 2032                   | Chưa xác định            | Chưa xác định            | Chưa xác định            | Chưa xác định            | Chưa xác định            | Chưa xác định            | Chưa xác định            |
| Tổng cộng              | 1 lần vô địch            | 11                       | 3                        | 2                        | 6                        | 9                        | 18                       |

### UEFA Nations League
| Thành tích tại UEFA Nations League | Thành tích tại UEFA Nations League | Thành tích tại UEFA Nations League | Thành tích tại UEFA Nations League | Thành tích tại UEFA Nations League | Thành tích tại UEFA Nations League | Thành tích tại UEFA Nations League | Thành tích tại UEFA Nations League | Thành tích tại UEFA Nations League | Thành tích tại UEFA Nations League | Thành tích tại UEFA Nations League |
| Mùa giải                           | Giải đấu                           | Bảng                               | Pos                                | Pld                                | W                                  | D                                  | L                                  | GF                                 | GA                                 |                                    |
| ---------------------------------- | ---------------------------------- | ---------------------------------- | ---------------------------------- | ---------------------------------- | ---------------------------------- | ---------------------------------- | ---------------------------------- | ---------------------------------- | ---------------------------------- | ---------------------------------- |
| 2018–19                            | B                                  | 1                                  | 3rd                                | 4                                  | 1                                  | 0                                  | 3                                  | 5                                  | 5                                  |                                    |
| 2020–21                            | B                                  | 2                                  | 4th                                | 6                                  | 1                                  | 1                                  | 4                                  | 5                                  | 10                                 |                                    |
| 2022–23                            | C                                  | 3                                  | 3rd                                | 6                                  | 2                                  | 1                                  | 3                                  | 5                                  | 6                                  |                                    |
| Tổng cộng                          | Tổng cộng                          | –                                  | –                                  | 16                                 | 4                                  | 2                                  | 10                                 | 15                                 | 21                                 |                                    |

## Cầu thủ
Đội hình đã hoàn thành UEFA Euro 2024.

Số liệu thống kê tính đến ngày 30 tháng 6 năm 2024 sau trận gặp Anh.

| Số | VT | Cầu thủ                     | Ngày sinh (tuổi)  | Trận | Bàn | Câu lạc bộ             |
| -- | -- | --------------------------- | ----------------- | ---- | --- | ---------------------- |
| 1  | TM | Martin Dúbravka             | 15 tháng 1, 1989  | 47   | 0   | Newcastle United       |
| 12 | TM | Marek Rodák                 | 13 tháng 12, 1996 | 22   | 0   | Fulham                 |
| 23 | TM | Henrich Ravas               | 16 tháng 8, 1997  | 0    | 0   | New England Revolution |
|    |    |                             |                   |      |     |                        |
| 2  | HV | Peter Pekarík               | 30 tháng 10, 1986 | 131  | 2   | Hertha BSC             |
| 3  | HV | Denis Vavro                 | 10 tháng 4, 1996  | 24   | 2   | Copenhagen             |
| 4  | HV | Adam Obert                  | 23 tháng 8, 2002  | 7    | 0   | Cagliari               |
| 6  | HV | Norbert Gyömbér             | 3 tháng 7, 1992   | 41   | 0   | Salernitana            |
| 14 | HV | Milan Škriniar (đội trưởng) | 11 tháng 2, 1995  | 72   | 3   | Paris Saint-Germain    |
| 15 | HV | Vernon De Marco             | 18 tháng 11, 1992 | 10   | 1   | Hatta                  |
| 16 | HV | Dávid Hancko                | 13 tháng 12, 1997 | 42   | 4   | Feyenoord              |
| 25 | HV | Sebastian Kóša              | 13 tháng 9, 2003  | 1    | 0   | Spartak Trnava         |
|    |    |                             |                   |      |     |                        |
| 5  | TV | Tomáš Rigo                  | 3 tháng 7, 2002   | 1    | 1   | Baník Ostrava          |
| 7  | TV | Tomáš Suslov                | 7 tháng 6, 2002   | 32   | 3   | Hellas Verona          |
| 8  | TV | Ondrej Duda                 | 5 tháng 12, 1994  | 76   | 14  | Hellas Verona          |
| 11 | TV | László Bénes                | 9 tháng 9, 1997   | 24   | 2   | Hamburger SV           |
| 13 | TV | Patrik Hrošovský            | 22 tháng 4, 1992  | 55   | 0   | Genk                   |
| 19 | TV | Juraj Kucka                 | 26 tháng 2, 1987  | 111  | 14  | Slovan Bratislava      |
| 21 | TV | Matúš Bero                  | 6 tháng 9, 1995   | 32   | 1   | VfL Bochum             |
| 22 | TV | Stanislav Lobotka           | 25 tháng 11, 1994 | 59   | 4   | Napoli                 |
|    |    |                             |                   |      |     |                        |
| 9  | TĐ | Róbert Boženík              | 18 tháng 11, 1999 | 44   | 7   | Boavista               |
| 10 | TĐ | Ľubomír Tupta               | 27 tháng 3, 1998  | 7    | 0   | Slovan Liberec         |
| 17 | TĐ | Lukáš Haraslín              | 26 tháng 5, 1996  | 40   | 6   | Sparta Prague          |
| 18 | TĐ | David Strelec               | 4 tháng 4, 2001   | 22   | 3   | Slovan Bratislava      |
| 20 | TĐ | Dávid Ďuriš                 | 22 tháng 3, 1999  | 14   | 1   | Ascoli                 |
| 24 | TĐ | Leo Sauer                   | 16 tháng 12, 2005 | 3    | 0   | Feyenoord              |
| 26 | TĐ | Ivan Schranz                | 13 tháng 9, 1993  | 26   | 6   | Slavia Prague          |

### Triệu tập gần đây
Dưới đây là tên các cầu thủ triệu tập trong vòng 12 tháng.
| Vt | Cầu thủ               | Ngày sinh (tuổi)  | Số trận | Bt | Câu lạc bộ            | Lần cuối triệu tập                        |
| -- | --------------------- | ----------------- | ------- | -- | --------------------- | ----------------------------------------- |
| TM | Dominik Takáč         | 21 tháng 1, 1999  | 0       | 0  | Spartak Trnava        | v. San Marino, 9 June 2024                |
| TM | Adam Danko            | 27 tháng 6, 2003  | 0       | 0  | Železiarne Podbrezová | Early training camp for Euro 2024         |
| TM | Ľubomír BelkoINJ      | 4 tháng 2, 2002   | 0       | 0  | Žilina                | Early training camp for Euro 2024         |
|    |                       |                   |         |    |                       |                                           |
| HV | Michal TomičINJ       | 30 tháng 3, 1999  | 5       | 0  | Slavia Prague         | v. San Marino, 9 June 2024                |
| HV | Matúš Kmeť            | 27 tháng 6, 2000  | 0       | 0  | AS Trenčín            | v. San Marino, 9 June 2024                |
| HV | Marek Kristián Bartoš | 13 tháng 10, 1996 | 0       | 0  | Železiarne Podbrezová | Early training camp for Euro 2024         |
| HV | Patrik Leitner        | 7 tháng 2, 2002   | 0       | 0  | Žilina                | Early training camp for Euro 2024         |
| HV | Ľubomír Šatka         | 2 tháng 12, 1995  | 33      | 1  | Samsunspor            | v. Bosna và Hercegovina, 19 November 2023 |
| HV | Martin ValjentRET     | 11 tháng 12, 1995 | 13      | 0  | Mallorca              | v. Liechtenstein, 11 September 2023       |
|    |                       |                   |         |    |                       |                                           |
| TV | Dominik Hollý         | 11 tháng 11, 2003 | 1       | 0  | AS Trenčín            | v. San Marino, 9 June 2024                |
| TV | Jakub Kadák           | 14 tháng 12, 2000 | 1       | 0  | Luzern                | v. San Marino, 9 June 2024                |
| TV | Artur Gajdoš          | 20 tháng 1, 2004  | 0       | 0  | AS Trenčín            | Early training camp for Euro 2024         |
| TV | Máté Szolgai          | 27 tháng 7, 2003  | 0       | 0  | Mezőkövesd            | Early training camp for Euro 2024         |
| TV | Erik Jirka            | 19 tháng 9, 1997  | 10      | 2  | Viktoria Plzeň        | v. Bosna và Hercegovina, 19 November 2023 |
|    |                       |                   |         |    |                       |                                           |
| TĐ | Róbert Polievka       | 9 tháng 6, 1996   | 10      | 0  | Dukla Banská Bystrica | v. San Marino, 9 June 2024                |
| TĐ | Róbert Mak            | 8 tháng 3, 1991   | 81      | 16 | Sydney FC             | v. Na Uy, 26 March 2024                   |
| TĐ | Adam Zreľák           | 5 tháng 5, 1994   | 9       | 3  | Warta Poznań          | v. Liechtenstein, 11 September 2023       |

- INJ Rút lui vì chấn thương.
- PRE Đội hình sơ bộ.
- RET Đã chia tay đội tuyển quốc gia.

### Kỷ lục
Cầu thủ in đậm vẫn còn thi đấu ở đội tuyển quốc gia.
Tính đến ngày 30 tháng 6 năm 2024.

#### Khoác áo nhiều nhất

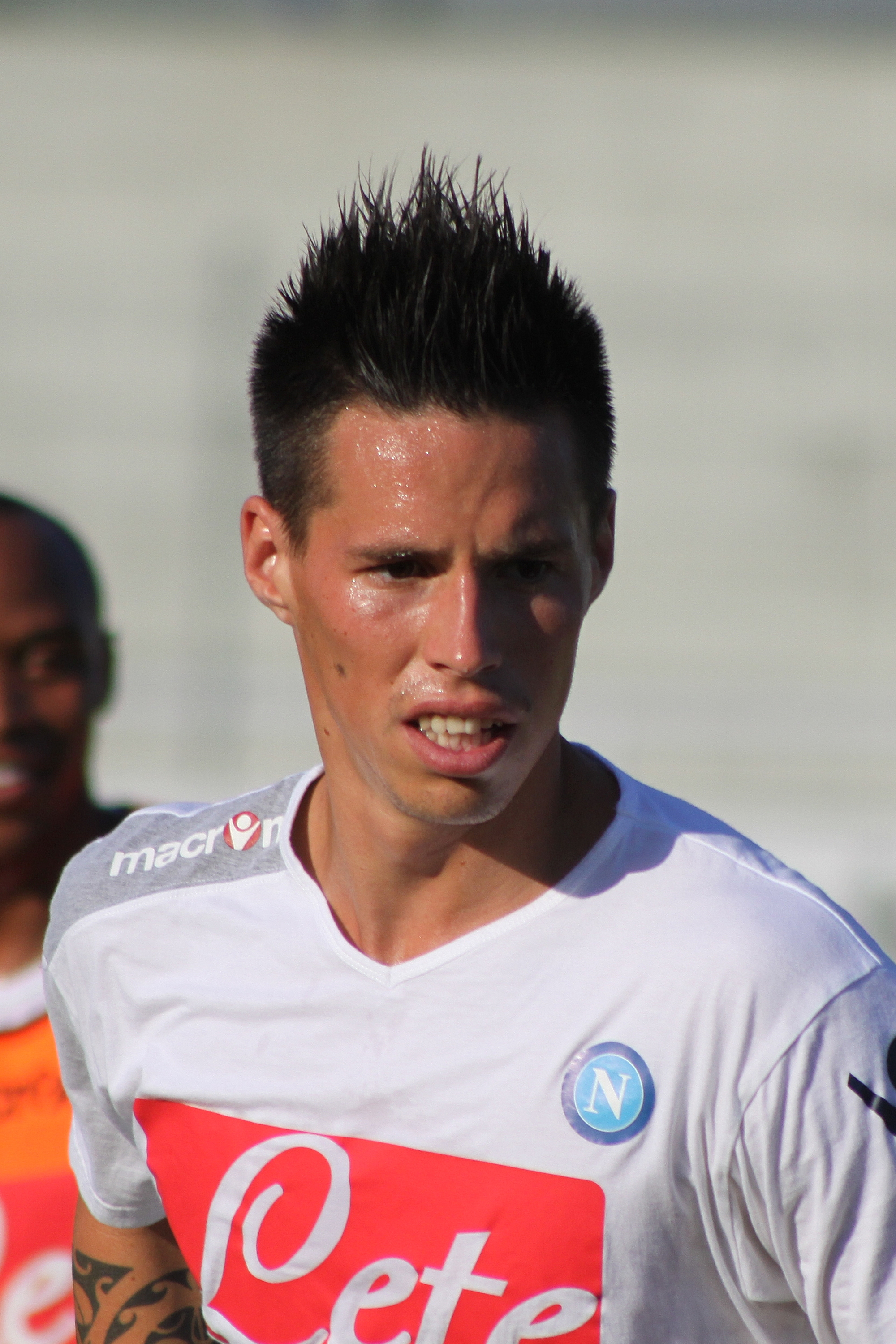
Marek Hamšík là cầu thủ khoác áo đội tuyển quốc gia nhiều nhất và cũng là cầu thủ ghi nhiều bàn thắng nhất cho đội tuyển quốc gia với 138 lần ra sân và ghi được 26 bàn thắng